# .bj
.bj és el codi territorial d'Internet  de primer nivell (ccTLD) per a Benín. És administrat per l'Office of Stations and Telecommunications of Benin.
La zona ".bj" se separa en dues categories: dominis públics (com ara: .bj, .gouv.bj, .mil.bj, .edu.bj, .gov.bj, .asso.bj, etc.) i sectorals (com: .barreau.bj, .com.bj, etc.)
Pels noms dels dominis es permeten els caràcters alfanumèrics (lletres de l'alfabet francès des d'A a Z, xifres de 0 a 9, i marques " - ").